# Дарего, Агбани
Вождь Ибиагбанидокибубо Асените «Агбани» Дарего (англ. Agbani Darego; род. 22 декабря 1982, Лагос) — нигерийская фотомодель и королева красоты, которая была коронована как Мисс Мира в 2001 году. Она стала первой чернокожей африканкой, выигравшей конкурс Мисс Мира.

## Биография
Агбани Дарего родидась 22 декабря 1982 года в Лагосе — портовом городе на юго-западе Нигерии. Уроженка Абоннемы (первоначально известный как Ньемони, что буквально означает «желать своего» на диалекте Калабари языка иджау), она выросла в многодетной семье и была шестой из восьми сестёр и братьев.
Когда ей было два года, её семья переехала в город-миллионник Порт-Харкорт в дельте реки Нигера, где она выросла в Д-лайн. Дарего посещала детский сад и начальную школу Монтессори Беретон, а в десять лет её отправили в школу-интернат, так как её мать тщетно боролась с раком груди.
Её мать, Инаево, владела бизнесом по торговле рисом и бутиком одежды, но умерла через два года после того, как дочь перешла в школу-интернат. Дарего рассказала о том, как эта потеря подготовила её к трудным испытаниям в будущем. В подростковом возрасте Дарего очень хотела стать моделью и прошла прослушивание на конкурс моделей «M-Net Face of Africa», несмотря на нежелание своего консервативного отца, но она даже вышла в финал.
Затем Агбани Дарего продолжила образование в Женском колледже Федерального правительства в Абуломе. После получения среднего образования она поступила в Университет Порт-Харкорта, где изучала информатику и математику.

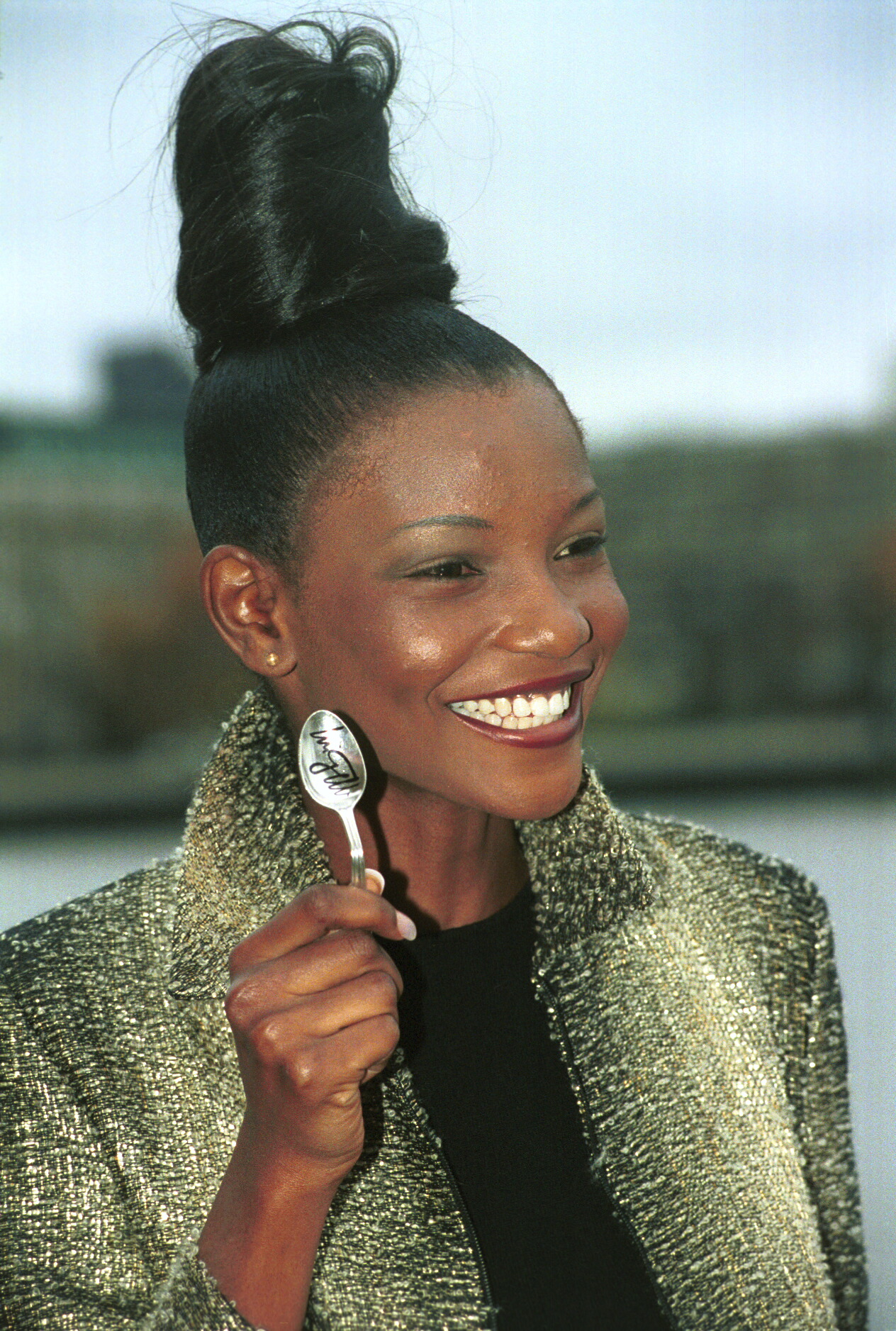
Агбани Дарего

В 2001 году Дарего была признана самой красивой девушкой Нигерии победив на конкурсе «Мисс Нигерия». Несколько месяцев спустя она была участницей конкурса «Мисс Вселенная» и стала первой нигерийкой, вошедшей в десятку полуфиналистов, заняв седьмое место в общем зачёте. Она была единственной участницей первой десятки, которая носила скромное майо, а не откровенное бикини во время конкурса купальников.
В ноябре того же года она стала первой коренной африканкой, завоевавшей титул Мисс Мира (предыдущие победительницы Пенелопа Кёлен и Аннелин Криэль, были обе из Южной Африки и имели европейские корни, а Антигона Костанда, представлявшая Египет в 1954 году — гречанка). Победа Дарего широко приветствовалась в её родной стране, и её год пребывания в должности королевы включал поездки доброй воли и запланированные выступления от имени конкурса, а также ряд наград от правительства страны.
До того, как выиграть MBGN, Дарего снялась в печатной рекламе сети бутиков «Collectables». После конкурса «Мисс Вселенная» Наоми Кэмпбелл пригласила её принять участие в «Frock 'n' Roll», благотворительном показе мод в Барселоне, и вскоре она заключила контракт с модельным агентством «Trump Model Management» в Соединённых Штатах Америки.
После передачи титула она была представлена лондонским и парижским отделениями «Next Model Management» и заключила трёхлетний контракт с L'Oréal, став лишь второй чернокожей моделью, совершившей этот шаг после Ванессы Уильямс, и была сфотографирована Энни Лейбовиц, известное имя в сфере портретной фотографии знаменитых американцев для «Vogue».
Среди других брендов, для которых А. Дарего работала моделью, — «Avon», «Christian Dior», «Sephora», «Target» и «Macy’s». Дарего также появлялась в журналах «Elle», «Marie Claire», «Allure», «Trace», «Stitch», «Cosmopolitan» и «Essence», работая с многочисленными дизайнерами, включая Оскара де ла Рента, Марка Боуэра, Томми Хиллфигера, Ральфа Лорена и Джанфранко Ферре.

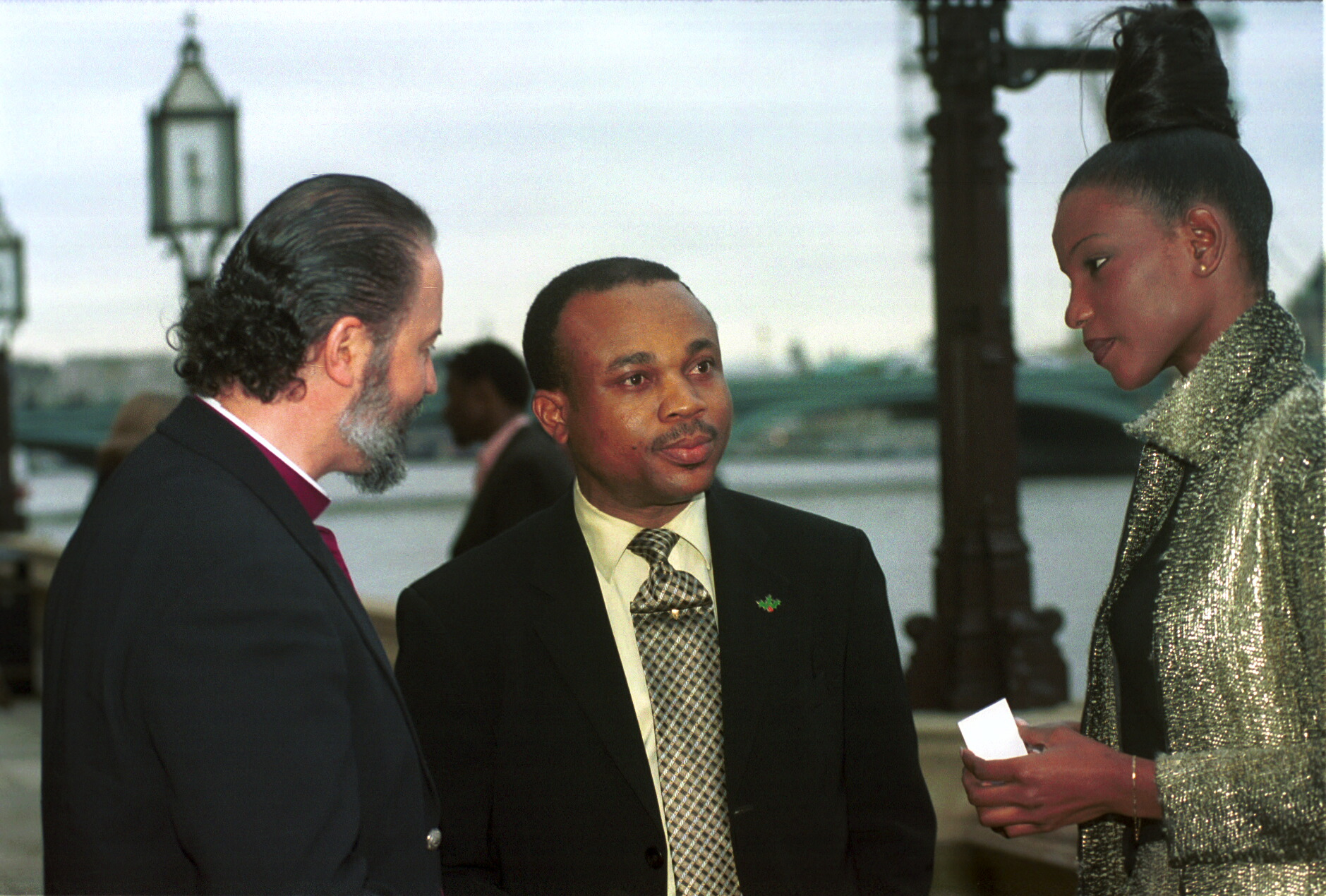
Агбани Дарего на мероприятии Патти Булайе в поддержку Африки в Палате общин, 2001 год.
(фото Майкла Спаффорда)

Дарего была судьей многочисленных конкурсов красоты, моды и моделирования, включая Мисс Мира 2014, Мисс Англия 2002, Мистер Шотландия 2002, и Elite Model Look Nigeria 2012 и 2014.
В 2010 году Агбани Дарего запустила реалити-шоу о стиле и моде «Stylogenic» на нигерийском телевидении, а три года спустя анонсировала свою джинсовую линию «AD by Agbani Darego», в которую входят джинсы, платья, солнцезащитные очки и сумки.
После ее победы в 2001 году Дарего была удостоена звания почетного вождя Советом вождей Лагоса. На момент вступления в должность она была одним из самых молодых вождей в стране.
Из-за плотного рабочего графика Дарего покинула Университет Порт-Харкорта, но после переезда в Нью-Йорк, где она подписала контракт с «Next Model Management», «Ford Models» и «Trump Models», она поступила в Нью-Йоркский университет, чтобы изучать психологию, курс которой окончила в мае 2012 года.
В апреле 2017 года Агбани Дарего вышла замуж за своего давнего партнера Ишайю Данджуму, сына миллиардера генерала Теофила Якубу Данджума, на церемонии, состоявшейся в Марракеше. У них есть сын, который родился в сентябре 2018 года, а в декабре 2020 года у них родился ещё один ребенок.